# Anthonique Strachan
Anthonique Strachan (ur. 22 sierpnia 1993 w Nassau) – bahamska lekkoatletka, specjalizująca się w biegach sprinterskich.
W 2010 była czwarta w biegu na 100 metrów oraz wraz z koleżankami zdobyła brązowy medal w biegu rozstawnym 4 x 400 metrów podczas mistrzostw Ameryki Środkowej i Karaibów juniorów. Dotarła do półfinału juniorskich mistrzostw świata w Moncton (2010). Wicemistrzyni Ameryki Środkowej i Karaibów w biegu na 200 metrów z 2011 (podczas tych zawodów zdobyła także brąz w sztafecie 4 x 100 metrów). Na mistrzostwach panamerykańskich juniorów była trzecia na 100 metrów oraz zdobyła złoto na 200 oraz w sztafecie 4 x 100 metrów. Bez powodzenia startowała na mistrzostwach światach w Daegu (2011). Podczas mistrzostw świata juniorów w Barcelonie (2012) zdobyła złote medale w biegach na 100 i 200 metrów. W 2012 reprezentowała Bahamy na igrzyskach olimpijskich w Londynie, gdzie dotarła do półfinału biegu na 200 metrów. Weszła także w skład sztafety 4 × 100 metrów, lecz ekipie bahamskiej nie udało się awansować do finału. Podczas mistrzostw świata w Moskwie dotarła do półfinału biegu na 200 metrów (2013).
Wielokrotna medalistka CARIFTA Games i reprezentantka kraju na IAAF World Relays. 
Na koniec roku 2012 wybrana została najlepszą juniorską lekkoatletką Bahamów.
Rekordy życiowe: bieg na 60 metrów (hala) – 7,17 (18 marca 2022, Belgrad); bieg na 100 metrów – 10,92 (15 czerwca 2023, Oslo); bieg na 200 metrów – 22,15 (28 maja 2023, Rabat).